# Поступь хаоса
«Поступь хаоса» (англ. Chaos Walking) — американский фантастический приключенческий фильм-антиутопия режиссёра Дага Лаймана. Главные роли в нём исполнили Том Холланд и Дейзи Ридли. Фильм снят по мотивам первой книги Патрика Несса «Поступь хаоса». 
Премьера фильма состоялась 5 марта 2021 года.

## Сюжет
В 2257 году на освоенной колонистами планете Новый Мир мужское население страдает от так называемого Шума — состояния, при котором все видят и слышат мысли друг друга. Колонисты ранее воевали с местной гуманоидной расой, известной как Спеки, которая уничтожила всех женщин-колонисток, в то время как половина мужчин выжила.
Тодд Хьюитт живёт в Прентистауне со своими приёмными отцами, Беном Муром и Киллианом Бойдом. Среди других жителей — проповедник Аарон, мэр города Дэвид Прентисс и его сын Дэви. Прентисс (Дэвид) научился контролировать свой Шум, делая свои мысли почти неразличимыми для окружающих.
Корабль, потерявший связь с первой колонией, приближается к Новому Миру, и на разведку отправляется челнок, который терпит крушение. Тодд замечает вора и преследует его, случайно натыкаясь на место падения.
Вернувшись в город, он пытается скрыть увиденное, но остальные читают его мысли о крушении. Они отправляются на поиски, но не находят выживших. Позже Тодд встречает Виолу — единственную, кто выжил в катастрофе. Он потрясён, увидев девушку, ведь до этого момента никогда не видел женщин.
Мужчины из Прентистауна захватывают Виолу и приводят к мэру, который допрашивает её. Прентисс уходит на собрание, оставляя Дэви присматривать за пленницей. Тот играет с одним из её устройств, случайно простреливает стену, и Виоле удаётся сбежать.
Во время побега она подслушивает, как Прентисс говорит о необходимости помешать ей связаться с материнским кораблём колонистов. Он планирует захватить корабль после посадки, убить людей ещё в криокамерах и украсть все содержимое корабля.
Виола прячется в амбаре семьи Тодда, где он её находит. Он пытается спрятать её, когда за ней приходит один из людей Прентисса. Бен рассказывает Тодду о Фарбранче — поселении, где Виола может быть в безопасности.
Виола сбегает, а Тодд следует за ней. Тем временем Прентисс с людьми приезжает на ферму, требуя выдать девушку, которую называет шпионкой. Дэви убивает Киллиана, а Бена заставляют присоединиться к ним.
Тодд догоняет Виолу, и они вместе отправляются в Фарбранч в сопровождении пса Тодда по кличке Манчи. По пути она рассказывает, что прибыла с корабля колонистов, на борту которого более четырёх тысяч человек. Её родители были слишком больны для путешествия с Земли на Новый Мир.
Когда они встречают Спека, Тодд пытается убить его, но Виола останавливает его — существо не выглядит опасным. Они добираются до Фарбранча, города, где живут мужчины, женщины и дети. Некоторые из жителей недовольны присутствием Тодда, ведь он из Прентистауна.
У Тодда есть дневник его матери, который Виола читает ему, так как он не умеет читать. Из записей выясняется, что женщин убили не Спеки, а мужчины из Прентистауна. Они не вынесли того, что женщины слышали их мысли, а мужчины не слышали мысли женщин, и это свело их с ума.
В город прибывают Прентисс и его люди. Бен пытается уговорить Тодда сдать Виолу, но тот в ярости из-за его лжи. Бен использует свой Шум, чтобы отвлечь Прентисса и его людей иллюзией Виолы, пока Тодд и Виола сбегают. За ними гонится Аарон. Они находят лодку, но во время побега Аарон топит собаку Тодда, Манчи.
На следующий день Виола и Тодд достигают руин первого колониального корабля. Они пытаются отправить сигнал на корабль Виолы, но антенна повреждена, и Тодд пытается её починить. Когда появляются Прентисс и его люди, Тодд сдаётся, так как те держат Бена в заложниках. Аарон пытается убить Виолу, но она сжигает его одним из своих устройств.
Тодд выходит к Прентиссу, но тот стреляет в Бена. Умирая, Бен передаёт Тодду нож. Тодд вступает в схватку с Прентиссом, который создаёт иллюзии самого себя, чтобы сбить его с толку, и ранит его. В последний момент Тодд использует образы своей матери и других женщин, называя Прентисса трусом. Виола сталкивает его со скалы, и тот разбивается насмерть.
В небе появляется колониальный корабль, и Дэви с оставшимися людьми Прентистауна бегут. Тодд приходит в себя в медицинском отсеке корабля. Виола показывает ему разгрузку жилых и научных отсеков - колонисты с ее корабля решили остаться на этой планете.

## В ролях
- Том Холланд — Тодд Хьюитт
- Дейзи Ридли — Виола Ид
- Дэвид Ойелоуо — Аарон
- Мадс Миккельсен — мэр Прентис
- Курт Саттер — Киллиан
- Ник Джонас — Дэйви Прентис мл.
- Демиан Бишир — Бен
- Оскар Хаэнада — Вилф
- Харрисон Остерфилд
- Синтия Эриво — Хилди
- Марк Примо — Уэйлер

## Производство
В октябре 2011 года Lionsgate приобрела права на распространение по всему миру экранизации трилогии Патрика Несса «Поступь хаоса», которую продюсировала продюсерская компания Дуга Дэвисона Quadrant Pictures. В 2012 году Lionsgate наняла Чарли Кауфмана для написания первого наброска сценария. Затем он уехал после этого, что подтвердил сам во время группы вопросов и ответов на Международном кинофестивале в Карловых Варах 2016 года. Этот проект позже будет отредактирован Джейми Линденом, Линдси Бир, Гэри Спинелли, Джоном Ли Хэнкоком, Кристофером Фордом и самим Нессом. В 2013 году Deadline сообщил, что Роберт Земекис рассматривается в качестве директора но, по-видимому, ничего не произошло. 10 июня 2016 года Дуг Лиман вел переговоры о постановке фильма. 4 августа 2016 года стало известно, что к актерскому составу присоединилась Дейзи Ридли. Она была поклонницей книг, и было объявлено, что она играет Виолу. 28 ноября 2016 года к актерскому составу присоединился Том Холланд, который сыграл Тодда.
20 июля 2017 года было объявлено, что Мэдс Миккельсен присоединился к актерскому составу фильма в качестве злого мэра. В августе 2017 года, Демиан Бишир, Курт Саттер, Ник Джонас и Дэвид Ойелоуо присоединился к актерскому составу. В сентябре 2017 года к актерскому составу присоединилась Синтия Эриво. В октябре 2017 года к актерскому составу присоединился Оскар Дженада. Основные съемки фильма начались в Монреале, Квебек, 7 августа 2017 года при дополнительном не кредитованном финансировании от Bron Creative. Фильм также снимался в Шотландии и Исландии.
В апреле 2018 года сообщалось, что в конце 2018 года или начале 2019 года запланированы пересъемки фильма в течение нескольких недель после неудачных тестовых просмотров. Из-за того, что Ридли снималась в фильме «Звёздные войны: Скайуокер. Восход», а Холланд в «Человек-паук: Вдали от дома», пересъемки не могли начаться до апреля 2019 года под руководством Феде Альварес. Эти пересъемки, которые проходили в Атланте и продлились до мая, добавили к бюджету фильма еще 15 миллионов долларов. В сентябре 2020 года Несс и Форд получили окончательную оценку сценария.

### Съёмки
Основные съёмки фильма начались 7 августа 2017 года.